# رامون كاردوزو
رامون كاردوزو (بالإسبانية: Ramón Cardozo) هو لاعب كرة قدم باراغواياني، ولد في 23 أبريل 1986 في فيلاريشا في باراغواي. شارك مع منتخب باراغواي لكرة القدم. أما مع النوادي، فقد لعب مع سيرو بورتينيو وموريرينسي ونادي فيتوريا سيتوبال وناسيونال أسونسيون وناسيونال ماديرا.

## وصلات خارجية
- رامون كاردوزو على موقع قاعدة بيانات كرة القدم.إي يو (الإنجليزية)
- رامون كاردوزو على موقع ناشيونال فوتبول تيمز (الإنجليزية)
- رامون كاردوزو على موقع Soccerway.com (الإنجليزية)
- رامون كاردوزو على موقع AS.com (الإسبانية)